# Apolinary Hartglas
Maximilian Meir Apolinary Hartglas, auch Appolinari Hartglas und andere Schreibweisen (geboren 7. April 1883 in Biała Podlaska, Russisches Kaiserreich; gestorben 7. März 1953 in Jerusalem) war ein jüdischer polnisch-israelischer Journalist und Politiker.

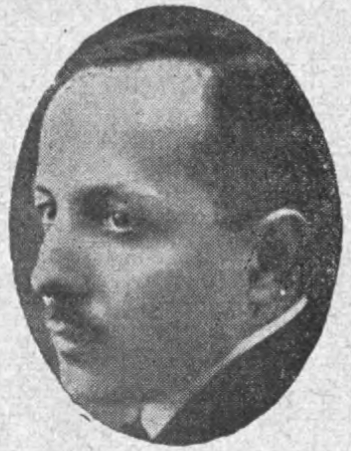
Apolinary Hartglas (ohne Jahr)

## Leben
Apolinary Hartglas stammte aus einer assimilierten jüdischen Anwaltsfamilie in Russisch-Polen. Er besuchte von 1892 bis 1900 das Gymnasium an seinem Heimatort und studierte danach Rechtswissenschaften an der russischen Universität Warschau. Er wurde 1904 mit der Dissertation Das Erbe ohne Testament in Polen und Rußland promoviert.
Bereits als Student schloss er sich einer zionistischen Organisation an und wurde 1903 wegen politischer Tätigkeit für drei Wochen inhaftiert. Im Folgejahr wurde er aus politischen Gründen von der Advokatur ausgeschlossen. Von 1907 bis 1919 praktizierte er als Anwalt in Siedlce, was während des Ersten Weltkriegs unterbrochen wurde, als die Deutschen Polen eroberten und ihn in Deutschland internierten.
Nach seiner Rückkehr gehörte er dem Stadtrat von Siedlce an und wurde 1919 für die Folkspartei in den Verfassunggebenden Sejm delegiert, wo er ab 1922 im gewählten Sejm mit Jitzchak Gruenbaum und Osias Thon Führer der zionistischen Fraktion wurde und dem Parlament bis 1930 angehörte. Wegen des autoritären und undemokratischen Charakters der Politik des Marschalls Józef Piłsudski stellte er sich 1930 nicht mehr zur Wahl.
1919/20 redigierte er die zionistischen Zeitschriften Tygodnik Żydowski und Życie Żydowskie (Jüdisches Leben), jeweils in polnischer Sprache. Danach war er regelmäßiger Mitarbeiter der jiddischen Zeitung Hayjnt. Hartglas war Strafverteidiger von Juden in einigen in der polnischen Öffentlichkeit wahrgenommenen Strafprozessen. Als es 1922 und 1923 zu ersten Versuchen der nationaldemokratischen Politiker Polens kam, mit einem Numerus clausus für Juden die antisemitische Stimmungen in der Bevölkerung anzuheizen, bezeichnete Hartglas dieses als Anschlag auf die menschlichen und bürgerlichen Rechte der Juden.
Hartglas wurde 1939 nach der deutschen Besetzung Polens von Adam Czerniaków für den von den Deutschen aufgezwungenen Judenrat Warschaus benannt. Er floh im Dezember 1939 nach Triest und landete 1940 in Palästina, wo er in der Jewish Agency Beschäftigung fand. Nach der Gründung des Staates Israel wurde er leitender Beamter im israelischen Innenministerium, das vom 1933 emigrierten Gruenbaum geleitet wurde.

## Schriften (Auswahl)
- Terytorium a naród (1906)
- Zasady naszego programu politycznego w Polsce (1918)
- Sejm-redes (1923) [jiddisch]
- Poznaj ten kraj: „Do żołnierza polskiego“ (1944)
- Na pograniczu dwóch światów. Autobiografie. 1996 (postum)